# Élection partielle

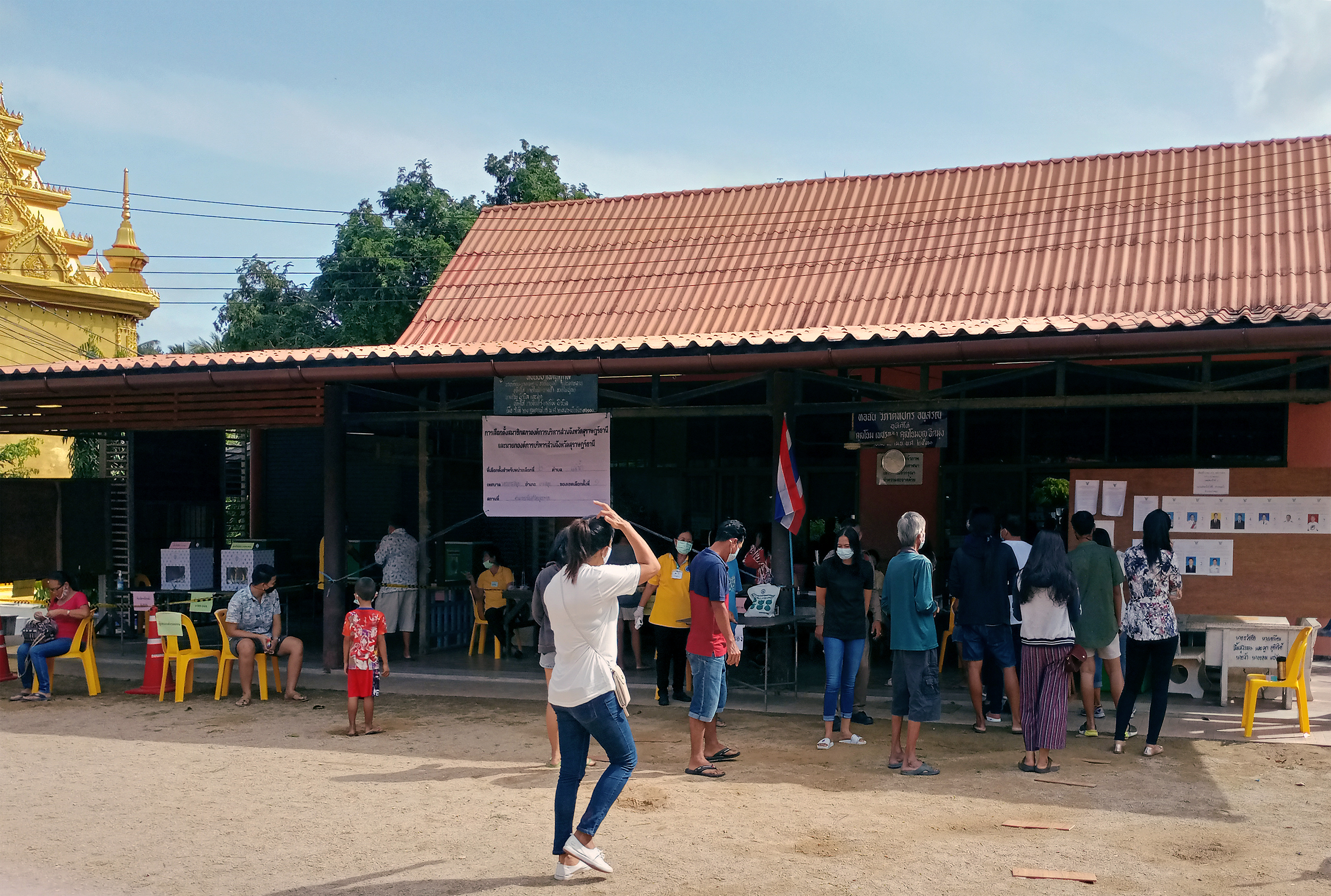
Élection provinciale thaï du 20 décembre 2020 de Koh Samui, comprenant Surat Thani, Thailande.

Une élection partielle est une élection spéciale qui se déroule dans une seule circonscription politique lorsqu'un député a démissionné ou est mort en cours de mandat et doit être remplacé.
La participation électorale est habituellement moins élevée lors d'une élection partielle. Autrefois au Royaume-Uni, un député nommé au cabinet ministériel devait résilier son siège et se présenter à une élection partielle.
L'importance stratégique de ces élections augmente lorsqu'elles permettent d'accorder la balance du pouvoir ou le statut officiel de parti aux membres de l'Opposition. Au Royaume-Uni, les gouvernements de John Major et de James Callaghan sont devenus minoritaires en perdant un trop grand nombre d'élections partielles. Au Canada en Ontario, une élection partielle en 2004, gagnée par la candidate néo-démocrate, a permis à cette formation politique de franchir le seuil nécessaire pour constituer un caucus officiel à l'assemblée législative, ce qui lui permettait plusieurs privilèges parlementaires et financiers.
Si un député meurt ou démissionne peu de temps avant des élections générales planifiées, il n'y a pas normalement de besoin pour une élection partielle et le nouveau député est élu aux élections générales.